# Марія Саркісова
Марія Межлумівна Саркі́сова (нар. 28 квітня 1927, Гянджа — пом. 10 березня 2002, Єреван) — радянський вчений в галузі фізіології рослин, доктор біологічних наук з 1974 року.

## Біографія
Народилася 28 квітня 1927 року в місті Гянджі (тепер Азербайджан). 1948 року закінчила Азербайджанський сільськогосподарський інститут. Протягом 1948—1959 років працювала в тому ж інституті на науковій і викладацькій роботі. З 1966 року — старший науковий співробітник відділу фізіології та біохімії рослин Вірменського науково-дослідного інституту виноградарства, виноробства і плодівництва.
Померла у Єревані 10 березня 2002 року.

## Наукова діяльність
Вперше у Вірменській РСР стала займатися питаннями гормональної регуляції росту, розвитку і плодоношення плодових культур і винограду. Нею розроблені методи застосування фізіологічно активних сполук на зазначених культурах, виявлено їх вплив на укорінення живців багаторічних культур, з'ясована причина різного дії гіберелінів на насінні і безнасінні сорти винограду, проведені дослідження щодо запобігання обсипанню квіток і ягід винограду. Автор понад 70 наукових робіт, в тому числі монографій та винаходів, зокрема:
- «Регуляторы роста у виноградной лозы и плодовых культур», Єреван, 1980 (у співавторстві з Михайлом Чайлахяном)[3].